# Миноловац
Миноловац је израз који се користи за ратни брод саграђен и опремљен за неутрализацију, односно уништење морских мина.
Миноловци се понекад дијеле на тзв. чистаче мина, који плове одређеним подручјем користећи посебан уређај зван миноловка, те миноловце у ужем смислу који су специјализовани за проналажење и уништење појединачних мина.
Миноловци су у правилу малени бродови, најчешће саграђени од дрвета, пластике и других материјала којима би требало да се спријечи детонација магнетских мина. Осим уништавању мина могу служити за патролирање и друге помоћне задатке, а неки служе и као минополагачи.
Миноловац је један од најмањих ратних бродова, али је зато и најраспрострањенији међу ратним морнарицама свијета.